# Piet Kooiman (huisarts)
Pieter (Piet) Kooiman (Het Bildt, 27 november 1891 - Hoogeveen, 23 februari 1959) was een Nederlandse huisarts en verzetsstrijder tijdens de Tweede Wereldoorlog.

## Leven en werk
Kooiman werd in 1891 in Het Bildt geboren als zoon van de doopsgezinde predikant Jan Kooiman en Maria Geel. Hij studeerde medicijnen aan de Universiteit van Amsterdam. Kooiman vestigde zich in 1917 als huisarts te Hoogeveen. In 1931 richtte Kooiman met een aantal anderen de Vrijzinnig Democraten op. Tijdens de raadsverkiezingen behaalde deze partij een zetel. In 1935 ging de partij samen met de Liberale Staatspartij onder de naam Onafhankelijke Democratische Kieskring en werden twee zetels in de Hoogeveense gemeenteraad behaald die ingenomen werden door Kooiman en Salomo Polak. In 1939 werd er nog een zetel bijgewonnen en kwam J. Koning uit Noordscheschut er bij.
Vanaf het begin van de Duitse bezetting was Kooiman betrokken bij het verzet. Hij kwam in contact met Leendert Lafeber toen hij bij hem thuis illegaal naar de BBC kon luisteren. Hij typte de uitzendingsteksten uit op zijn grote Remington machine. De verzetsman Jan de Jonge zorgde regelmatig voor papier en carbon. Kooiman maakte doorslagen van de teksten, die door de vrouw van Lafeber en haar zoontje gedistribueerd werden in Hoogeveen. Ook zorgde hij - mede door zijn vele beroepsmatige contacten met inwoners - voor het veilig onderbrengen van Joodse onderduikers.
Op 2 januari 1928 trouwde Kooiman met de apothekersdochter Frederika Bernardina Hendrika Radijs en betrok met haar de dokterswoning aan de Bentinckslaan 18. Uit het huwelijk werden drie dochters geboren. In 1948 werd het huwelijk door scheiding ontbonden. Hij trouwde hierna met Neeltje de Groot. Kooiman overleed in februari 1959 op 67-jarige leeftijd in zijn woonplaats Hoogeveen.